# Соранья
Соранья (итал. Soragna) — коммуна в Италии, располагается в регионе Эмилия-Романья, подчиняется административному центру Парма.
Население составляет 4355 человек, плотность населения составляет 97 чел./км². Занимает площадь 45 км². Почтовый индекс — 43019. Телефонный код — 0524.
Покровителем коммуны почитается святой апостол Иаков Старший, празднование 25 июля.